# Rerun
Rerun is een korte speelfilm uit 1992 en de eindexamenfilm aan de Nederlandse Film en Televisie Academie van regisseur Stephan Brenninkmeijer. Rerun is door de VARA uitgezonden op televisie.

## Verhaal
Na een aantal jaar in Amerika te hebben gestudeerd komt Laurens (Jasper Faber) terug in Nederland. Op het vliegveld wordt hij al opgewacht door Felix (Victor Reinier), zijn oude jeugdvriend. Vlak voor Laurens vertrok, hadden de twee vrienden onenigheid over een meisje en dat zit Felix nog steeds hoog. Uit schuldgevoel sleept Felix Laurens mee het uitgaanscircuit van weleer in, maar dan blijkt dat hij een ziekelijke kijk heeft op hun vriendschap.